# Teti (Pharaon)
Teti, còn được biết đến với tên gọi ít phổ biến hơn là Othoes, được đọc là Tata và phát âm là Atat hay Athath, là vị pharaon đầu tiên thuộc vương triều thứ Sáu của Ai Cập. Ông được an táng tại Saqqara. Độ dài chính xác đối với triều đại của ông trong bản danh sách vua Turin đã bị mất nhưng được cho là khoảng 12 năm.

## Tiểu sử
Teti có một vài người vợ:
- Iput, con gái của vua Unas, vị vua cuối cùng của vương triều thứ Năm. Iput là mẹ của Pepi I.
- Khuit, bà có thể là mẹ của Userkare (theo Jonosi và Callender)[1]
- Khentkaus IV[2]
- Weret-Imte? vị Nữ hoàng này được đề cập tới trong tự thuật của Wenis. Đây có thể là một tham chiếu tới tước hiệu của nữ hoàng thay vì tên riêng của bà. Bà đã tham gia vào một âm mưu hậu cung để lật đổ Pepi, nhưng dường như đã bị bắt trước khi bà thành công. Trong ngôi mộ của vị quan Wenis có đề cập đến "một mệnh lệnh bí mật trong hậu cung hoàng gia chống lại Quyền Trượng Vĩ Đại".

Teti được biết đến là đã có một vài người con. Ông là cha của ít nhất ba người con trai và có lẽ là mười người con gái. Trong số những người con trai, có hai người đã được chứng thực rõ ràng, người thứ ba thì có thể:
- Pepi I, con của hoàng hậu Imput
- Tetiankhkem[4]
- Nebkauhor, với tên Idu, "người con trai cả của đức vua từ thân thể của Ngài", được an táng trong mastaba của tể tướng Akhethetep / Hemi, trong khu phức hợp tang lễ của người ông ngoại ông ta.[5]

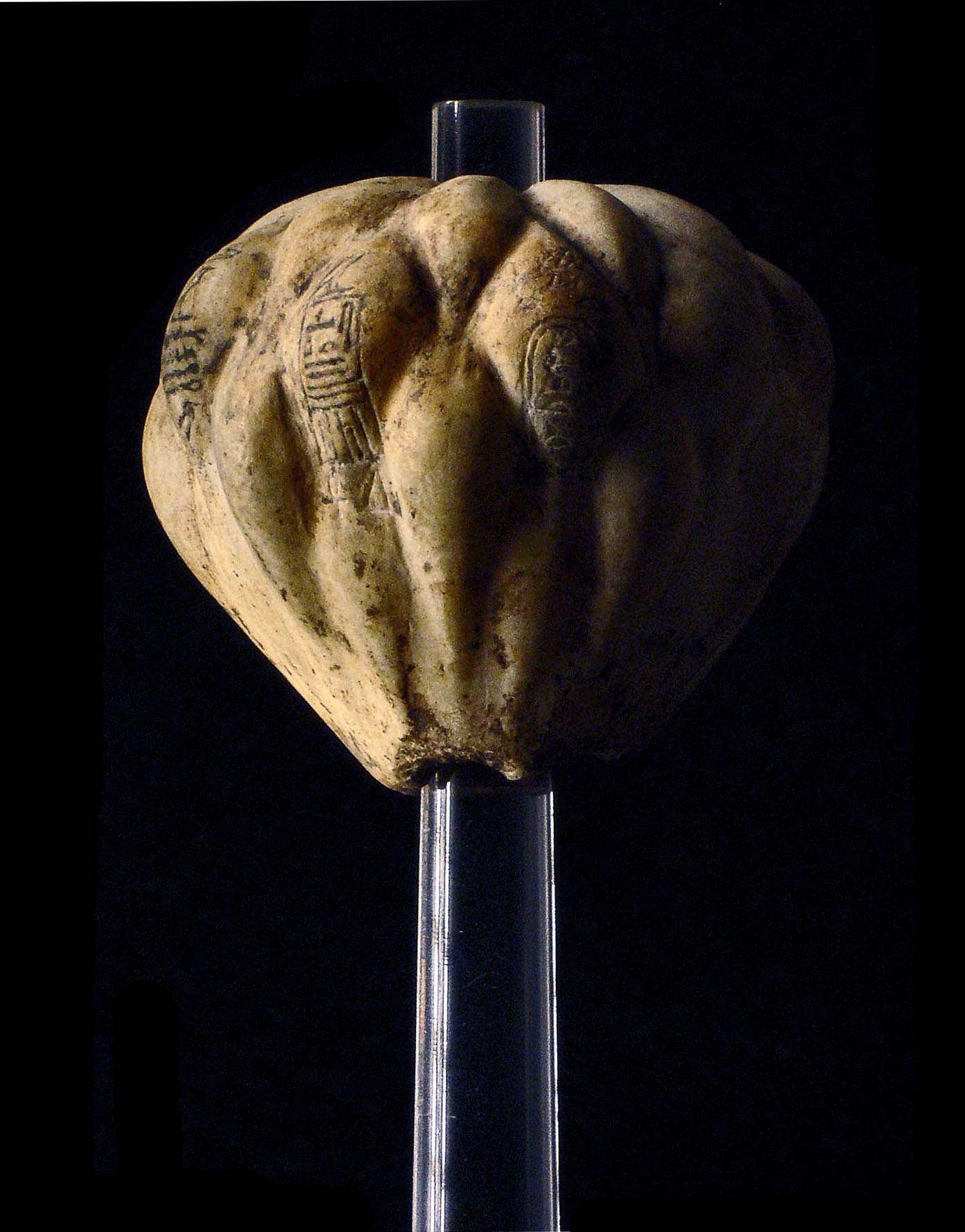
Đầu chùy hình trái lê khắc đồ hình của Teti, Bảo tàng Imhotep.

Theo N.Kanawati, Teti có ít nhất chín người con gái với một số người vợ, và thực tế là họ được tên đặt theo tên của mẹ ông, Sesheshet, điều này cho phép truy ra gia đình của ông. Ít nhất có ba vị công chúa mang tên Seshseshet được gọi là "Người con gái đầu lòng của đức vua", có nghĩa rằng đã có ít nhất ba vị nữ hoàng khác nhau. Có vẻ như còn có một người con gái thứ mười được sinh ra bởi một nữ hoàng thứ tư bởi vì bà ta cũng được gọi là "Người con gái đầu lòng của vua".
- Seshseshet, với tên là Waatetkhéthor, kết hôn với tể tướng Mereruka, ở trong mastaba của ông ta có một nhà nguyện của bà. Bà được gọi là "Người con gái đầu lòng của đức vua từ thân thể của Ngài". Có lẽ bà là người con gái đầu lòng của Iput [6].
- Seshseshet với tên là Idut, "Người con gái đầu lòng của đức vua từ thân thể của Ngài", bà đã mất sớm vào lúc bắt đầu triều đại của cha mình và được an táng trong mastaba của tể tướng Ihy [6].
- Seshseshet Nubkhetnebty, "Người con gái đầu lòng của đức vua từ thân thể của Ngài", vợ của tể tướng Kagemni, được miêu tả trong mastaba của chồng bà. Bà cũng có thể là con gái của Iput [7].
- Seshseshet, còn được gọi là Sathor, đã kết hôn với Isi, viên thống đốc tại Edfu và ngoài ra còn giữ tước hiệu tể tướng. Bà cũng đã được sinh ra bởi Iput I.[8]
- Seshseshet, với tên gọi Sheshit, "Người con gái đầu lòng của đức vua từ thân thể của Ngài" và là vợ của quan giám sát của đại cung điện Neferseshemptah, bà được miêu tả trong mastaba của chồng mình. Do bà là một người con gái đầu lòng của đức vua, cho nên bà không thể được sinh ra từ cùng một người mẹ như Waatkhetethor và do đó bà có thể là con gái của Nữ hoàng Khuit [9].
- Seshseshet còn gọi là Sheshti, "Người con gái đầu lòng của đức vua từ thân thể của Ngài", kết hôn với quan trông coi các trang sức trên đầu Shepsipuptah, và được miêu tả trong mastaba của chồng bà [10].
- Seshseshet với tên gọi Merout, có tước hiệu là "Người con gái đầu lòng của đức vua" nhưng không có thêm "từ thân thể của Ngài" và do đó bà được sinh ra từ một người vợ thứ ba, có thể là một nữ hoàng bé, và cưới Ptahemhat [11].
- Seshseshet, vợ của Remni, "người bạn duy nhất" và quan giám sát lực lượng cấm vệ quân [12]
- ́Seshseshet, kết hôn với Pepyankh.[13]
- Một người con gái được gọi là "Nữ hoàng của Kim tự tháp phía Tây" trong khu nghĩa trang của vua Pepi I. Bà còn được gọi là "Người con gái đầu lòng của đức vua từ thân thể của Ngài" và người vợ của Meryre (tên của Pepi I). Vì vậy, bà là vợ của Pepi và gần như chắc chắn là một người chị em gái cùng cha khác mẹ với ông ta.[14] Do bà cũng là một người con gái đầu lòng của đức vua, cho nên người mẹ của bà chắc hẳn phải là một nữ hoàng thứ tư của Teti.
- Một người con gái khác có thể là công chúa Inti.[15]

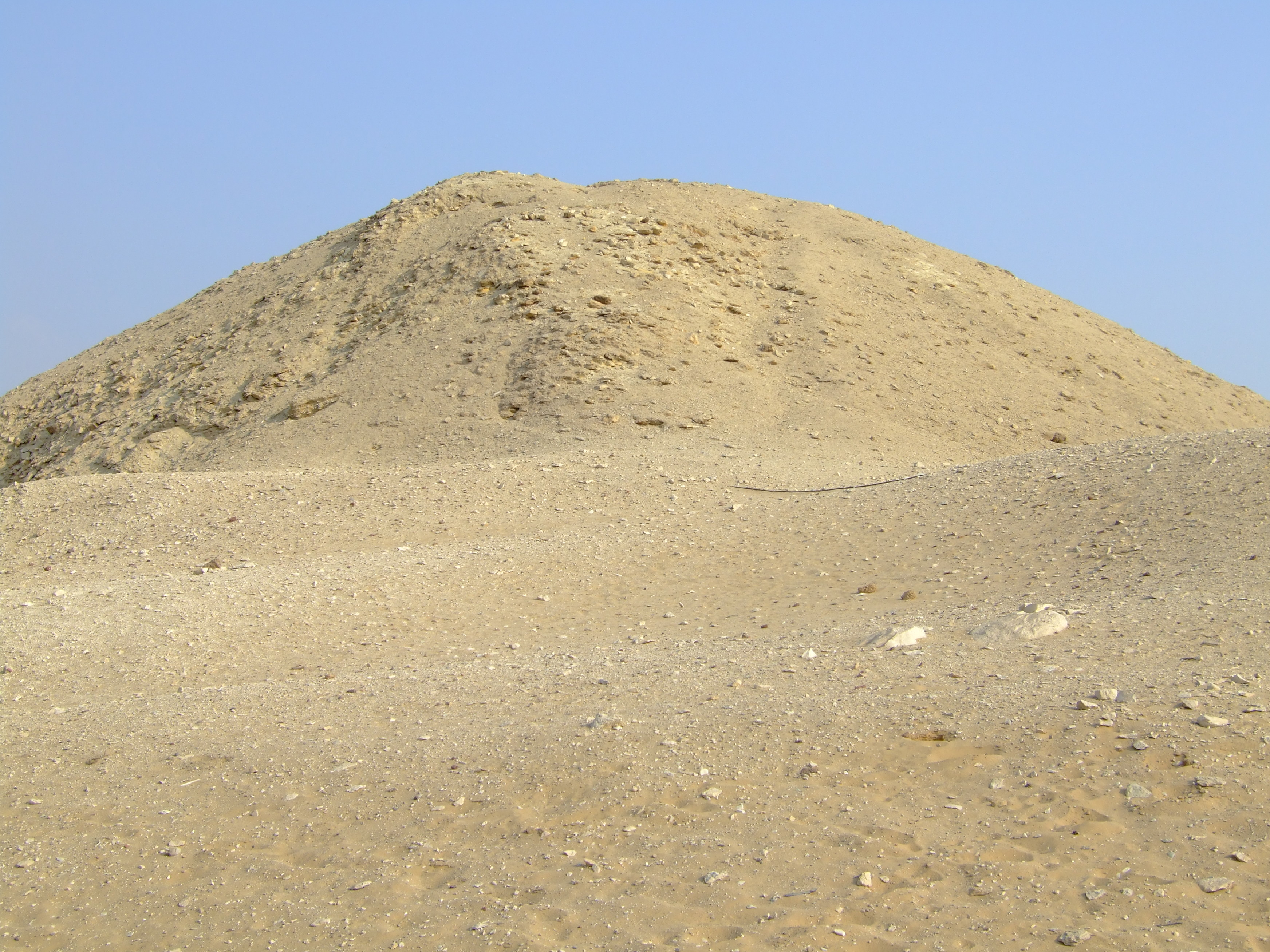
Tàn tích của kim tự tháp Teti(Saqqara)

Dưới triều đại của Teti, các viên quan đại thần đã bắt đầu xây dựng những lăng mộ chôn cất có thể sánh với các pharaon. Tể tướng của ông, Mereruka, đã xây dựng một ngôi mộ mastaba ở Saqqara, nó gồm có 33 căn phòng được chạm trổ một cách lộng lẫy, đây là ngôi mộ lớn nhất được biết đến của một quý tộc người Ai Cập.
Manetho tuyên bố rằng Teti đã bị các cấm vệ quân của ông sát hại trong một âm mưu hậu cung, nhưng có thể ông đã bị ám sát bởi kẻ cướp ngôi Userkare. Ông được chôn cất trong khu nghĩa trang hoàng gia tại Saqqara. Phức hợp kim tự tháp của ông được liên kết với các mastaba thuộc về những vị đại thần dưới triều đại của ông. Niên đại cao nhất của Teti là năm trị vì của ông sau lần kiểm kê thứ 6,tháng thứ ba của mùa hè với ngày bị mất (năm thứ 12 nếu những lần kiểm kê gia súc được tiến hành hai năm một lần) đến từ Graffito Hatnub số 1. Thông tin này được chứng thực bởi văn kiện Bia đá Biên niên sử Nam Saqqara dưới triều đại của vua Pepi II, nó ghi lại rằng ông đã trị vì khoảng 12 năm.

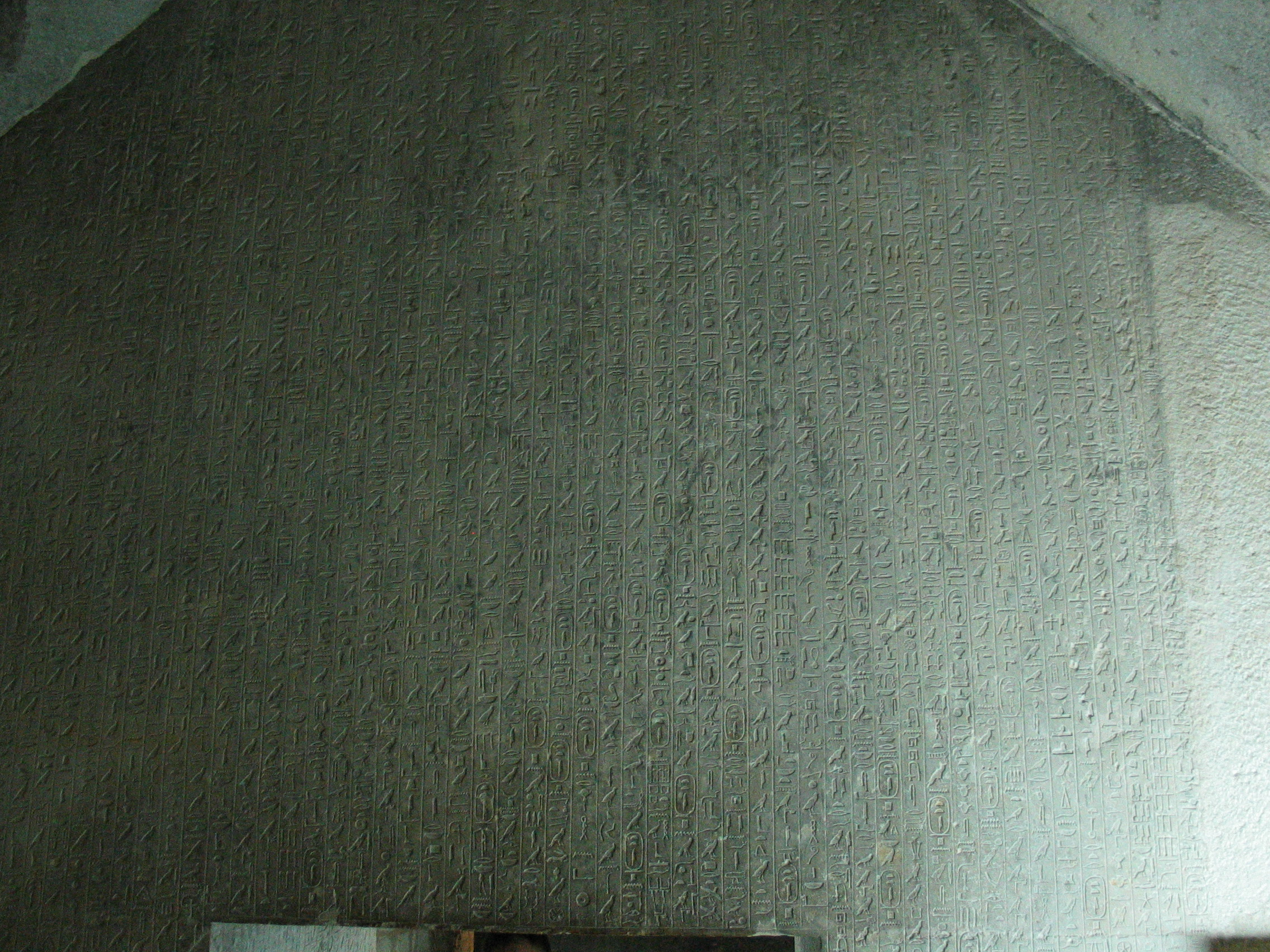
Văn khắc trong kim tự tháp của Teti I tại Saqqara